# مقاومت مصالح (کتاب)
مقاومت مصالح کتابی از س. پ تیموشنکو و جیمز. م گیر راجع به مقاومت مصالح است.

## ترجمهٔ فارسی
این کتاب با ترجمهٔ ابراهیم ثنایی در سال ۱۳۶۲ منتشر و در مراسم کتاب سال جمهوری اسلامی ایران به‌عنوان کتاب برگزیده معرفی شد.